# Алекано
Алекано (Alerano, Gafuku, Gahuku, Gahuku-Gama) — папуасский язык, на котором говорит народ гахуку (кахуку), проживающий на территории города Горока округа Горока провинции Истерн-Хайлендс в Папуа-Новой Гвинее. Название алекано в переводе означает «приносить это». В двух близкородственных языках, на которых непосредственно говорят на северо-западе, токано и дано, это также означает «приносить это». Также похож на языки бенабена, дано, сиане, токано и явеюха.

## Письменность
Письменность алекано основана на латинице:
| МФА   | ɑ  | e  | ɣ  | h  | i  | k  | l  | m  | n  | ɤ  | p  | s  | z  | t  | ɯ  | β  |
| Буква | Aa | Ee | Gg | Hh | Ii | Kk | Ll | Mm | Nn | Oo | Pp | Ss | Zz | Tt | Uu | Vv |